# 朝香宮
朝香宮，是明治後期，久邇宮朝彥親王的第八王子—鳩彥王創設的宮家。明治39年（1906年），明治天皇賜予「朝香宮」的宮號。
第二次世界大战後，日本投降，由盟軍軍事佔領，1947年因駐日盟軍總司令部（GHQ）指示，伏見宮、閑院宮、山階宮、北白川宮、梨本宮、久邇宮、賀陽宮、東伏見宮、朝香宮、東久邇宮、竹田宮等11個宮家之宗室子弟皆被臣籍降下，賜姓罷為庶人。（日本皇室成員沒有姓氏）

## 系譜
- 初代・鳩彥王，原定其長子孚彥為繼承人。